# Wang Chen (tafeltennisspeelster)
Wang Chen (Peking, 17 januari 1974) is een Chinees-Amerikaans tafeltennisspeelster. Ze won in 1997 zowel individueel de Azië Cup als samen met haar ploeggenotes van het Chinese nationale team het wereldkampioenschap voor landenteams. Wang Chen vertegenwoordigt sinds 2003 de Verenigde Staten.

## Sportieve loopbaan
Wang Chen maakte haar internationale (senioren)debuut op de Aziatische kampioenschappen van 1992, waarop ze meteen tot de halve finale in het enkelspel kwam. Vier jaar later keerde ze nog eenmaal terug op dit toernooi om ditmaal de eindstrijd te halen. Voormalig wereldkampioene Chire Koyama voorkwam hierin dat ze met de titel naar huis ging.
Een jaar later ging Wang Chen wél als winnares van een groot internationaal toernooi in de boeken en meteen ook maar twee keer. Op de wereldkampioenschappen in Manchester 1997 won ze met de Chinese vrouwenploeg het landentoernooi. In de finale waren Ju Li, Wang Nan, Deng Yaping, Yang Ying en zijzelf de baas over Noord-Korea. De Azië Cup van 1997 was voor Wang Chen na een gewonnen finale tegen de Zuid-Koreaanse Kim Boon-sik.
Het WK van 1997 was het tweede en laatste dat Wang Chen speelde namens China. Ze keerde er in 2007 op terug, maar nu met een vlaggetje van de Verenigde Staten op haar shirt. De kwartfinaleplaats die ze daarbij haalde was haar beste prestatie in drie deelnames aan het enkelspeltoernooi. De geboren Chinese won dat jaar eveneens de Noord-Amerikaanse kampioenschappen enkelspel, waarmee ze haar titel uit 2006 prolongeerde.
Wang Chen kwam in competitieverband uit voor onder meer het Hongaarse Statisztika Budapest en voor FC Langweid in de Duitse Bundesliga.

## Erelijst
- Wereldkampioen in het landentoernooi 1997 (met China)
- Brons in het vrouwendubbelspel op het WK 1995 (met Wu Na)
- Brons World Cup 1996
- Brons WTC-World Team Cup 1994 (met China)
- Kwartfinale enkelspel Olympische Zomerspelen 2008
- Winnares Azië Cup 1997
- Verliezend finaliste Aziatische kampioenschappen enkel- en dubbelspel (met Wu Na)
- Winnares enkelspel Noord-Amerikaanse kampioenschappen 2006 en 2007

ITTF Pro Tour:
Enkelspel:
- Winnares China Open 1996
- Winnares Australië Open 1996
- Winnares Japan Open 1997

Dubbelspel:
- Winnares China Open 1996 (met Wu Na)
- Winnares Australië Open 1996 (met Zhu Fang)
- Winnares Maleisië Open 1998 (met Zhang Yining)
- Winnares Amerika Open 2004 (met Liu Jia)